# Boophis rhodoscelis
A Boophis rhodoscelis a kétéltűek (Amphibia) osztályába, a békák (Anura) rendjébe és az aranybékafélék (Mantellidae) családjába tartozó faj. 

## Előfordulása
A faj Madagaszkár endemikus faja. A sziget keleti és középső részén élő esőerdők mocsaraiban, valamint az erdőket szegélyező réteken honos 900–1500 m tengerszint feletti magasságban. 

## Megjelenése
Közepes méretű békafaj. A nőstények hossza 35–36 mm, a hímeké lényegesen kisebb. Mellső lábán részben, hátsó lábán teljes úszóhártya található. Háti bőre sima, sárgás vagy sötétbarna színű. Felső ajkán általában fehér sáv húzódik. Hátsó végtagjainak, és úszóhártyájának alsó oldala vörös színű. A hímek és nőstények torka sötét márványos mintázatú. A hímeknek enyhén nyújtható hanghólyagja van.   

## Természetvédelmi helyzete
A faj elterjedési területe kisebb mint 2000 km² t, élőhelyének kiterjedése és minősége folyamatosan csökken. Élőhelye a Ranomafana Nemzeti Parkban jelenleg megfelelően védett.